# كريس دوهون
كريس دوهون (بالإنجليزية: Chris Duhon)‏ مواليد 31 أغسطس 1982 في مامو، هو لاعب كرة سلة أمريكي سابق بعد الاعتزال أصبح مدربا مساعدا. بدأ مسيرته الاحترافية في سنة 2004. يبلغ طوله 6 قدم 1 بوصة (1.9 م). اعتزل اللعب في 2013.

## فرق لعب لها
- شيكاغو بولز
- نيويورك نيكس
- أورلاندو ماجيك
- لوس أنجلوس ليكرز

## روابط خارجية
- كريس دوهون على موقع الاتحاد الدولي لكرة السلة (الإنجليزية)
- كريس دوهون على موقع إن بي أي (الإنجليزية)
- كريس دوهون على موقع سبورتس رفرنس (الإنجليزية)
- كريس دوهون على موقع كرة السلة الأوروبية.كوم (الإنجليزية)
- كريس دوهون على موقع كلية كرة السلة في سبورتس رفرنس.كوم (الإنجليزية)
- كريس دوهون على موقع ريلجم (الإنجليزية)
- كريس دوهون على موقع بروبوليرز (الإنجليزية)